# Beetlejuice
Beetlejuice är en amerikansk fantasykomedifilm från 1988 i regi av Tim Burton. I huvudrollerna ses Alec Baldwin, Geena Davis, Michael Keaton, Catherine O'Hara, Jeffrey Jones och Winona Ryder.

## Handling

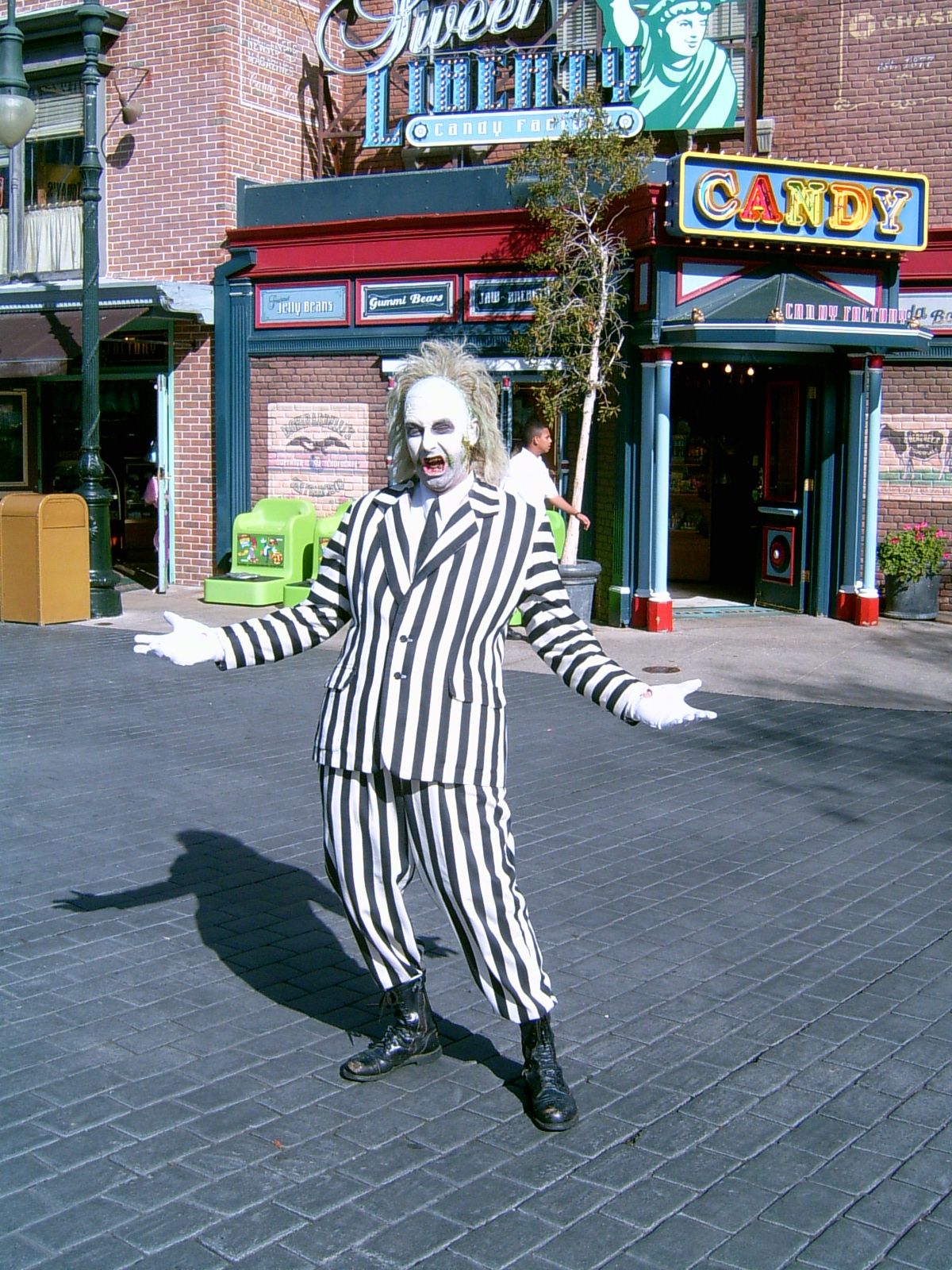
Beetlejuice vid Universal Studios Hollywood.

Det lyckligt gifta paret Barbara och Adam dör i en bilolycka på väg hem från järnaffären. Trots det fortsätter de att bo kvar i sitt vackra hus, men en dag är huset sålt och en ny familj flyttar in, familjen Deetz. De är vana att handskas med övernaturliga ting och Barbara och Adam är alldeles för harmlösa som spöken för att kunna skrämma bort dem.
Till slut känner de sig nödgade att tillkalla experthjälp från spöket Beetlejuice, men avstår från hans hjälp då han visar sig vara både pervers och farlig. Dottern Lydia i den nyinflyttade familjen känner en stark dragning till det ockulta och morbida och det tar inte lång tid förrän hon stöter på Beetlejuice som lurar henne att med hjälp av en rebus säga hans namn tre gånger och på så vis befria honom från hans fängelse. Han skrider genast till verket för att hjälpa det nydöda paret.

## Om filmen
Filmen är ett typiskt exempel av Burtons visuella stil och snedvridna fantasi och man kan se en klart gotisk inspirerad design. Filmens budget låg på 15 miljoner amerikanska dollar och endast en miljon var avsedd för att användas till visuella effekter eftersom Burtons avsikt var att de effekter han använde skulle likna de man använder i lågbudgetfilmer. Filmen innehåller musik av Danny Elfman.
Beetlejuice har även blivit ett TV-spel utvecklat av Rare till NES. En animerad TV-serie gjordes och sändes kort efter filmens premiär. Serien skiljer sig på många plan från filmen; istället för skurk, är Beetlejuice en anti-hjälte, och handlingen kretsar kring vänskapen mellan honom och Lydia, samt deras äventyr i både den här världen och spöklandet "Neitherworld".

## Rollista (i urval)
- Michael Keaton – Betelgeuse (uttalas "Beetlejuice")
- Alec Baldwin – Adam Maitland
- Geena Davis – Barbara Maitland
- Winona Ryder – Lydia Deetz
- Catherine O'Hara – Delia Deetz
- Jeffrey Jones – Charles Deetz
- Annie McEnroe – Jane Butterfield
- Glenn Shadix – Otho
- Sylvia Sidney – Juno
- Robert Goulet – Maxie Dean
- Maree Cheatham – Sarah Dean
- Dick Cavett – Bernard
- Susan Kellermann – Grace
- Adelle Lutz – Beryl

## Musik i filmen i urval
- "Day-O", skriven av Irving Burgie och William A. Attaway, sjungs av Harry Belafonte
- "Man Smart, Woman Smarter", skriven av Norman Span, sjungs av Harry Belafonte
- "Sweethart from Venezuela", skriven av Fitzroy Alexander och Robert Gordon, sjungs av Harry Belafonte
- "Jump in the Line (Shake Señora)", musik av Rafael de León, Gabriel Oller och Steve Samuel, engelsk text av Stephen Somvel, sjungs av Harry Belafonte